# Arochokwu
Arochukwu, également appelée Arochuku ou Aro-Okigbo, (en Yoruba Agbègbè Ìjọba Ìbílẹ̀ Arochukwu), est une zone de gouvernement local dans l'État d'Abia au Nigeria. C'est également la troisième plus grande ville de l'État d'Abia, derrière Aba et Umuahia, ainsi qu'un royaume traditionnel, dont le roi porte le titre d'Eze Aro.

## Source
- (en) Cet article est partiellement ou en totalité issu de l’article de Wikipédia en anglais intitulé « Arochukwu » (voir la liste des auteurs).